# Парош, Дьёрдь
Дьёрдь Парош (венг. Páros György; 28 апреля 1910, Тамаши — 17 декабря 1975, Будапешт) — венгерский шахматный композитор; гроссмейстер (1975) и арбитр (1956) по шахматной композиции; автор ряда популярных руководств. Юрист. Представитель Венгрии в постоянной комиссии ФИДЕ по шахматной композиции (1957—1975). С 1931 опубл. свыше 800 задач, преимущественно на кооперативный мат; на конкурсах завоевал около 350 отличий. 10-кратный чемпион Венгрии по кооперативным матам.
Разработал собственную тему, суть которой — выжидательный ход в задаче на кооперативный мат.
|   | a | b | c | d | e | f | g | h |   |
| - | --- | --- | --- | --- | --- | --- | --- | --- | - |
| 8 | b8 чёрная ладья · c8 чёрный король · f8 чёрный ферзь · e7 чёрная пешка · h7 чёрный конь · c6 чёрная пешка · h6 чёрный слон · a5 чёрная пешка · c5 белый конь · g5 чёрный конь · f4 белый конь · g4 белая пешка · f3 чёрная пешка · a2 чёрный слон · b2 чёрная ладья · h2 белая пешка · e1 белый король · h1 белая ладья | b8 чёрная ладья · c8 чёрный король · f8 чёрный ферзь · e7 чёрная пешка · h7 чёрный конь · c6 чёрная пешка · h6 чёрный слон · a5 чёрная пешка · c5 белый конь · g5 чёрный конь · f4 белый конь · g4 белая пешка · f3 чёрная пешка · a2 чёрный слон · b2 чёрная ладья · h2 белая пешка · e1 белый король · h1 белая ладья | b8 чёрная ладья · c8 чёрный король · f8 чёрный ферзь · e7 чёрная пешка · h7 чёрный конь · c6 чёрная пешка · h6 чёрный слон · a5 чёрная пешка · c5 белый конь · g5 чёрный конь · f4 белый конь · g4 белая пешка · f3 чёрная пешка · a2 чёрный слон · b2 чёрная ладья · h2 белая пешка · e1 белый король · h1 белая ладья | b8 чёрная ладья · c8 чёрный король · f8 чёрный ферзь · e7 чёрная пешка · h7 чёрный конь · c6 чёрная пешка · h6 чёрный слон · a5 чёрная пешка · c5 белый конь · g5 чёрный конь · f4 белый конь · g4 белая пешка · f3 чёрная пешка · a2 чёрный слон · b2 чёрная ладья · h2 белая пешка · e1 белый король · h1 белая ладья | b8 чёрная ладья · c8 чёрный король · f8 чёрный ферзь · e7 чёрная пешка · h7 чёрный конь · c6 чёрная пешка · h6 чёрный слон · a5 чёрная пешка · c5 белый конь · g5 чёрный конь · f4 белый конь · g4 белая пешка · f3 чёрная пешка · a2 чёрный слон · b2 чёрная ладья · h2 белая пешка · e1 белый король · h1 белая ладья | b8 чёрная ладья · c8 чёрный король · f8 чёрный ферзь · e7 чёрная пешка · h7 чёрный конь · c6 чёрная пешка · h6 чёрный слон · a5 чёрная пешка · c5 белый конь · g5 чёрный конь · f4 белый конь · g4 белая пешка · f3 чёрная пешка · a2 чёрный слон · b2 чёрная ладья · h2 белая пешка · e1 белый король · h1 белая ладья | b8 чёрная ладья · c8 чёрный король · f8 чёрный ферзь · e7 чёрная пешка · h7 чёрный конь · c6 чёрная пешка · h6 чёрный слон · a5 чёрная пешка · c5 белый конь · g5 чёрный конь · f4 белый конь · g4 белая пешка · f3 чёрная пешка · a2 чёрный слон · b2 чёрная ладья · h2 белая пешка · e1 белый король · h1 белая ладья | b8 чёрная ладья · c8 чёрный король · f8 чёрный ферзь · e7 чёрная пешка · h7 чёрный конь · c6 чёрная пешка · h6 чёрный слон · a5 чёрная пешка · c5 белый конь · g5 чёрный конь · f4 белый конь · g4 белая пешка · f3 чёрная пешка · a2 чёрный слон · b2 чёрная ладья · h2 белая пешка · e1 белый король · h1 белая ладья | 8 |
| 7 | b8 чёрная ладья · c8 чёрный король · f8 чёрный ферзь · e7 чёрная пешка · h7 чёрный конь · c6 чёрная пешка · h6 чёрный слон · a5 чёрная пешка · c5 белый конь · g5 чёрный конь · f4 белый конь · g4 белая пешка · f3 чёрная пешка · a2 чёрный слон · b2 чёрная ладья · h2 белая пешка · e1 белый король · h1 белая ладья | b8 чёрная ладья · c8 чёрный король · f8 чёрный ферзь · e7 чёрная пешка · h7 чёрный конь · c6 чёрная пешка · h6 чёрный слон · a5 чёрная пешка · c5 белый конь · g5 чёрный конь · f4 белый конь · g4 белая пешка · f3 чёрная пешка · a2 чёрный слон · b2 чёрная ладья · h2 белая пешка · e1 белый король · h1 белая ладья | b8 чёрная ладья · c8 чёрный король · f8 чёрный ферзь · e7 чёрная пешка · h7 чёрный конь · c6 чёрная пешка · h6 чёрный слон · a5 чёрная пешка · c5 белый конь · g5 чёрный конь · f4 белый конь · g4 белая пешка · f3 чёрная пешка · a2 чёрный слон · b2 чёрная ладья · h2 белая пешка · e1 белый король · h1 белая ладья | b8 чёрная ладья · c8 чёрный король · f8 чёрный ферзь · e7 чёрная пешка · h7 чёрный конь · c6 чёрная пешка · h6 чёрный слон · a5 чёрная пешка · c5 белый конь · g5 чёрный конь · f4 белый конь · g4 белая пешка · f3 чёрная пешка · a2 чёрный слон · b2 чёрная ладья · h2 белая пешка · e1 белый король · h1 белая ладья | b8 чёрная ладья · c8 чёрный король · f8 чёрный ферзь · e7 чёрная пешка · h7 чёрный конь · c6 чёрная пешка · h6 чёрный слон · a5 чёрная пешка · c5 белый конь · g5 чёрный конь · f4 белый конь · g4 белая пешка · f3 чёрная пешка · a2 чёрный слон · b2 чёрная ладья · h2 белая пешка · e1 белый король · h1 белая ладья | b8 чёрная ладья · c8 чёрный король · f8 чёрный ферзь · e7 чёрная пешка · h7 чёрный конь · c6 чёрная пешка · h6 чёрный слон · a5 чёрная пешка · c5 белый конь · g5 чёрный конь · f4 белый конь · g4 белая пешка · f3 чёрная пешка · a2 чёрный слон · b2 чёрная ладья · h2 белая пешка · e1 белый король · h1 белая ладья | b8 чёрная ладья · c8 чёрный король · f8 чёрный ферзь · e7 чёрная пешка · h7 чёрный конь · c6 чёрная пешка · h6 чёрный слон · a5 чёрная пешка · c5 белый конь · g5 чёрный конь · f4 белый конь · g4 белая пешка · f3 чёрная пешка · a2 чёрный слон · b2 чёрная ладья · h2 белая пешка · e1 белый король · h1 белая ладья | b8 чёрная ладья · c8 чёрный король · f8 чёрный ферзь · e7 чёрная пешка · h7 чёрный конь · c6 чёрная пешка · h6 чёрный слон · a5 чёрная пешка · c5 белый конь · g5 чёрный конь · f4 белый конь · g4 белая пешка · f3 чёрная пешка · a2 чёрный слон · b2 чёрная ладья · h2 белая пешка · e1 белый король · h1 белая ладья | 7 |
| 6 | b8 чёрная ладья · c8 чёрный король · f8 чёрный ферзь · e7 чёрная пешка · h7 чёрный конь · c6 чёрная пешка · h6 чёрный слон · a5 чёрная пешка · c5 белый конь · g5 чёрный конь · f4 белый конь · g4 белая пешка · f3 чёрная пешка · a2 чёрный слон · b2 чёрная ладья · h2 белая пешка · e1 белый король · h1 белая ладья | b8 чёрная ладья · c8 чёрный король · f8 чёрный ферзь · e7 чёрная пешка · h7 чёрный конь · c6 чёрная пешка · h6 чёрный слон · a5 чёрная пешка · c5 белый конь · g5 чёрный конь · f4 белый конь · g4 белая пешка · f3 чёрная пешка · a2 чёрный слон · b2 чёрная ладья · h2 белая пешка · e1 белый король · h1 белая ладья | b8 чёрная ладья · c8 чёрный король · f8 чёрный ферзь · e7 чёрная пешка · h7 чёрный конь · c6 чёрная пешка · h6 чёрный слон · a5 чёрная пешка · c5 белый конь · g5 чёрный конь · f4 белый конь · g4 белая пешка · f3 чёрная пешка · a2 чёрный слон · b2 чёрная ладья · h2 белая пешка · e1 белый король · h1 белая ладья | b8 чёрная ладья · c8 чёрный король · f8 чёрный ферзь · e7 чёрная пешка · h7 чёрный конь · c6 чёрная пешка · h6 чёрный слон · a5 чёрная пешка · c5 белый конь · g5 чёрный конь · f4 белый конь · g4 белая пешка · f3 чёрная пешка · a2 чёрный слон · b2 чёрная ладья · h2 белая пешка · e1 белый король · h1 белая ладья | b8 чёрная ладья · c8 чёрный король · f8 чёрный ферзь · e7 чёрная пешка · h7 чёрный конь · c6 чёрная пешка · h6 чёрный слон · a5 чёрная пешка · c5 белый конь · g5 чёрный конь · f4 белый конь · g4 белая пешка · f3 чёрная пешка · a2 чёрный слон · b2 чёрная ладья · h2 белая пешка · e1 белый король · h1 белая ладья | b8 чёрная ладья · c8 чёрный король · f8 чёрный ферзь · e7 чёрная пешка · h7 чёрный конь · c6 чёрная пешка · h6 чёрный слон · a5 чёрная пешка · c5 белый конь · g5 чёрный конь · f4 белый конь · g4 белая пешка · f3 чёрная пешка · a2 чёрный слон · b2 чёрная ладья · h2 белая пешка · e1 белый король · h1 белая ладья | b8 чёрная ладья · c8 чёрный король · f8 чёрный ферзь · e7 чёрная пешка · h7 чёрный конь · c6 чёрная пешка · h6 чёрный слон · a5 чёрная пешка · c5 белый конь · g5 чёрный конь · f4 белый конь · g4 белая пешка · f3 чёрная пешка · a2 чёрный слон · b2 чёрная ладья · h2 белая пешка · e1 белый король · h1 белая ладья | b8 чёрная ладья · c8 чёрный король · f8 чёрный ферзь · e7 чёрная пешка · h7 чёрный конь · c6 чёрная пешка · h6 чёрный слон · a5 чёрная пешка · c5 белый конь · g5 чёрный конь · f4 белый конь · g4 белая пешка · f3 чёрная пешка · a2 чёрный слон · b2 чёрная ладья · h2 белая пешка · e1 белый король · h1 белая ладья | 6 |
| 5 | b8 чёрная ладья · c8 чёрный король · f8 чёрный ферзь · e7 чёрная пешка · h7 чёрный конь · c6 чёрная пешка · h6 чёрный слон · a5 чёрная пешка · c5 белый конь · g5 чёрный конь · f4 белый конь · g4 белая пешка · f3 чёрная пешка · a2 чёрный слон · b2 чёрная ладья · h2 белая пешка · e1 белый король · h1 белая ладья | b8 чёрная ладья · c8 чёрный король · f8 чёрный ферзь · e7 чёрная пешка · h7 чёрный конь · c6 чёрная пешка · h6 чёрный слон · a5 чёрная пешка · c5 белый конь · g5 чёрный конь · f4 белый конь · g4 белая пешка · f3 чёрная пешка · a2 чёрный слон · b2 чёрная ладья · h2 белая пешка · e1 белый король · h1 белая ладья | b8 чёрная ладья · c8 чёрный король · f8 чёрный ферзь · e7 чёрная пешка · h7 чёрный конь · c6 чёрная пешка · h6 чёрный слон · a5 чёрная пешка · c5 белый конь · g5 чёрный конь · f4 белый конь · g4 белая пешка · f3 чёрная пешка · a2 чёрный слон · b2 чёрная ладья · h2 белая пешка · e1 белый король · h1 белая ладья | b8 чёрная ладья · c8 чёрный король · f8 чёрный ферзь · e7 чёрная пешка · h7 чёрный конь · c6 чёрная пешка · h6 чёрный слон · a5 чёрная пешка · c5 белый конь · g5 чёрный конь · f4 белый конь · g4 белая пешка · f3 чёрная пешка · a2 чёрный слон · b2 чёрная ладья · h2 белая пешка · e1 белый король · h1 белая ладья | b8 чёрная ладья · c8 чёрный король · f8 чёрный ферзь · e7 чёрная пешка · h7 чёрный конь · c6 чёрная пешка · h6 чёрный слон · a5 чёрная пешка · c5 белый конь · g5 чёрный конь · f4 белый конь · g4 белая пешка · f3 чёрная пешка · a2 чёрный слон · b2 чёрная ладья · h2 белая пешка · e1 белый король · h1 белая ладья | b8 чёрная ладья · c8 чёрный король · f8 чёрный ферзь · e7 чёрная пешка · h7 чёрный конь · c6 чёрная пешка · h6 чёрный слон · a5 чёрная пешка · c5 белый конь · g5 чёрный конь · f4 белый конь · g4 белая пешка · f3 чёрная пешка · a2 чёрный слон · b2 чёрная ладья · h2 белая пешка · e1 белый король · h1 белая ладья | b8 чёрная ладья · c8 чёрный король · f8 чёрный ферзь · e7 чёрная пешка · h7 чёрный конь · c6 чёрная пешка · h6 чёрный слон · a5 чёрная пешка · c5 белый конь · g5 чёрный конь · f4 белый конь · g4 белая пешка · f3 чёрная пешка · a2 чёрный слон · b2 чёрная ладья · h2 белая пешка · e1 белый король · h1 белая ладья | b8 чёрная ладья · c8 чёрный король · f8 чёрный ферзь · e7 чёрная пешка · h7 чёрный конь · c6 чёрная пешка · h6 чёрный слон · a5 чёрная пешка · c5 белый конь · g5 чёрный конь · f4 белый конь · g4 белая пешка · f3 чёрная пешка · a2 чёрный слон · b2 чёрная ладья · h2 белая пешка · e1 белый король · h1 белая ладья | 5 |
| 4 | b8 чёрная ладья · c8 чёрный король · f8 чёрный ферзь · e7 чёрная пешка · h7 чёрный конь · c6 чёрная пешка · h6 чёрный слон · a5 чёрная пешка · c5 белый конь · g5 чёрный конь · f4 белый конь · g4 белая пешка · f3 чёрная пешка · a2 чёрный слон · b2 чёрная ладья · h2 белая пешка · e1 белый король · h1 белая ладья | b8 чёрная ладья · c8 чёрный король · f8 чёрный ферзь · e7 чёрная пешка · h7 чёрный конь · c6 чёрная пешка · h6 чёрный слон · a5 чёрная пешка · c5 белый конь · g5 чёрный конь · f4 белый конь · g4 белая пешка · f3 чёрная пешка · a2 чёрный слон · b2 чёрная ладья · h2 белая пешка · e1 белый король · h1 белая ладья | b8 чёрная ладья · c8 чёрный король · f8 чёрный ферзь · e7 чёрная пешка · h7 чёрный конь · c6 чёрная пешка · h6 чёрный слон · a5 чёрная пешка · c5 белый конь · g5 чёрный конь · f4 белый конь · g4 белая пешка · f3 чёрная пешка · a2 чёрный слон · b2 чёрная ладья · h2 белая пешка · e1 белый король · h1 белая ладья | b8 чёрная ладья · c8 чёрный король · f8 чёрный ферзь · e7 чёрная пешка · h7 чёрный конь · c6 чёрная пешка · h6 чёрный слон · a5 чёрная пешка · c5 белый конь · g5 чёрный конь · f4 белый конь · g4 белая пешка · f3 чёрная пешка · a2 чёрный слон · b2 чёрная ладья · h2 белая пешка · e1 белый король · h1 белая ладья | b8 чёрная ладья · c8 чёрный король · f8 чёрный ферзь · e7 чёрная пешка · h7 чёрный конь · c6 чёрная пешка · h6 чёрный слон · a5 чёрная пешка · c5 белый конь · g5 чёрный конь · f4 белый конь · g4 белая пешка · f3 чёрная пешка · a2 чёрный слон · b2 чёрная ладья · h2 белая пешка · e1 белый король · h1 белая ладья | b8 чёрная ладья · c8 чёрный король · f8 чёрный ферзь · e7 чёрная пешка · h7 чёрный конь · c6 чёрная пешка · h6 чёрный слон · a5 чёрная пешка · c5 белый конь · g5 чёрный конь · f4 белый конь · g4 белая пешка · f3 чёрная пешка · a2 чёрный слон · b2 чёрная ладья · h2 белая пешка · e1 белый король · h1 белая ладья | b8 чёрная ладья · c8 чёрный король · f8 чёрный ферзь · e7 чёрная пешка · h7 чёрный конь · c6 чёрная пешка · h6 чёрный слон · a5 чёрная пешка · c5 белый конь · g5 чёрный конь · f4 белый конь · g4 белая пешка · f3 чёрная пешка · a2 чёрный слон · b2 чёрная ладья · h2 белая пешка · e1 белый король · h1 белая ладья | b8 чёрная ладья · c8 чёрный король · f8 чёрный ферзь · e7 чёрная пешка · h7 чёрный конь · c6 чёрная пешка · h6 чёрный слон · a5 чёрная пешка · c5 белый конь · g5 чёрный конь · f4 белый конь · g4 белая пешка · f3 чёрная пешка · a2 чёрный слон · b2 чёрная ладья · h2 белая пешка · e1 белый король · h1 белая ладья | 4 |
| 3 | b8 чёрная ладья · c8 чёрный король · f8 чёрный ферзь · e7 чёрная пешка · h7 чёрный конь · c6 чёрная пешка · h6 чёрный слон · a5 чёрная пешка · c5 белый конь · g5 чёрный конь · f4 белый конь · g4 белая пешка · f3 чёрная пешка · a2 чёрный слон · b2 чёрная ладья · h2 белая пешка · e1 белый король · h1 белая ладья | b8 чёрная ладья · c8 чёрный король · f8 чёрный ферзь · e7 чёрная пешка · h7 чёрный конь · c6 чёрная пешка · h6 чёрный слон · a5 чёрная пешка · c5 белый конь · g5 чёрный конь · f4 белый конь · g4 белая пешка · f3 чёрная пешка · a2 чёрный слон · b2 чёрная ладья · h2 белая пешка · e1 белый король · h1 белая ладья | b8 чёрная ладья · c8 чёрный король · f8 чёрный ферзь · e7 чёрная пешка · h7 чёрный конь · c6 чёрная пешка · h6 чёрный слон · a5 чёрная пешка · c5 белый конь · g5 чёрный конь · f4 белый конь · g4 белая пешка · f3 чёрная пешка · a2 чёрный слон · b2 чёрная ладья · h2 белая пешка · e1 белый король · h1 белая ладья | b8 чёрная ладья · c8 чёрный король · f8 чёрный ферзь · e7 чёрная пешка · h7 чёрный конь · c6 чёрная пешка · h6 чёрный слон · a5 чёрная пешка · c5 белый конь · g5 чёрный конь · f4 белый конь · g4 белая пешка · f3 чёрная пешка · a2 чёрный слон · b2 чёрная ладья · h2 белая пешка · e1 белый король · h1 белая ладья | b8 чёрная ладья · c8 чёрный король · f8 чёрный ферзь · e7 чёрная пешка · h7 чёрный конь · c6 чёрная пешка · h6 чёрный слон · a5 чёрная пешка · c5 белый конь · g5 чёрный конь · f4 белый конь · g4 белая пешка · f3 чёрная пешка · a2 чёрный слон · b2 чёрная ладья · h2 белая пешка · e1 белый король · h1 белая ладья | b8 чёрная ладья · c8 чёрный король · f8 чёрный ферзь · e7 чёрная пешка · h7 чёрный конь · c6 чёрная пешка · h6 чёрный слон · a5 чёрная пешка · c5 белый конь · g5 чёрный конь · f4 белый конь · g4 белая пешка · f3 чёрная пешка · a2 чёрный слон · b2 чёрная ладья · h2 белая пешка · e1 белый король · h1 белая ладья | b8 чёрная ладья · c8 чёрный король · f8 чёрный ферзь · e7 чёрная пешка · h7 чёрный конь · c6 чёрная пешка · h6 чёрный слон · a5 чёрная пешка · c5 белый конь · g5 чёрный конь · f4 белый конь · g4 белая пешка · f3 чёрная пешка · a2 чёрный слон · b2 чёрная ладья · h2 белая пешка · e1 белый король · h1 белая ладья | b8 чёрная ладья · c8 чёрный король · f8 чёрный ферзь · e7 чёрная пешка · h7 чёрный конь · c6 чёрная пешка · h6 чёрный слон · a5 чёрная пешка · c5 белый конь · g5 чёрный конь · f4 белый конь · g4 белая пешка · f3 чёрная пешка · a2 чёрный слон · b2 чёрная ладья · h2 белая пешка · e1 белый король · h1 белая ладья | 3 |
| 2 | b8 чёрная ладья · c8 чёрный король · f8 чёрный ферзь · e7 чёрная пешка · h7 чёрный конь · c6 чёрная пешка · h6 чёрный слон · a5 чёрная пешка · c5 белый конь · g5 чёрный конь · f4 белый конь · g4 белая пешка · f3 чёрная пешка · a2 чёрный слон · b2 чёрная ладья · h2 белая пешка · e1 белый король · h1 белая ладья | b8 чёрная ладья · c8 чёрный король · f8 чёрный ферзь · e7 чёрная пешка · h7 чёрный конь · c6 чёрная пешка · h6 чёрный слон · a5 чёрная пешка · c5 белый конь · g5 чёрный конь · f4 белый конь · g4 белая пешка · f3 чёрная пешка · a2 чёрный слон · b2 чёрная ладья · h2 белая пешка · e1 белый король · h1 белая ладья | b8 чёрная ладья · c8 чёрный король · f8 чёрный ферзь · e7 чёрная пешка · h7 чёрный конь · c6 чёрная пешка · h6 чёрный слон · a5 чёрная пешка · c5 белый конь · g5 чёрный конь · f4 белый конь · g4 белая пешка · f3 чёрная пешка · a2 чёрный слон · b2 чёрная ладья · h2 белая пешка · e1 белый король · h1 белая ладья | b8 чёрная ладья · c8 чёрный король · f8 чёрный ферзь · e7 чёрная пешка · h7 чёрный конь · c6 чёрная пешка · h6 чёрный слон · a5 чёрная пешка · c5 белый конь · g5 чёрный конь · f4 белый конь · g4 белая пешка · f3 чёрная пешка · a2 чёрный слон · b2 чёрная ладья · h2 белая пешка · e1 белый король · h1 белая ладья | b8 чёрная ладья · c8 чёрный король · f8 чёрный ферзь · e7 чёрная пешка · h7 чёрный конь · c6 чёрная пешка · h6 чёрный слон · a5 чёрная пешка · c5 белый конь · g5 чёрный конь · f4 белый конь · g4 белая пешка · f3 чёрная пешка · a2 чёрный слон · b2 чёрная ладья · h2 белая пешка · e1 белый король · h1 белая ладья | b8 чёрная ладья · c8 чёрный король · f8 чёрный ферзь · e7 чёрная пешка · h7 чёрный конь · c6 чёрная пешка · h6 чёрный слон · a5 чёрная пешка · c5 белый конь · g5 чёрный конь · f4 белый конь · g4 белая пешка · f3 чёрная пешка · a2 чёрный слон · b2 чёрная ладья · h2 белая пешка · e1 белый король · h1 белая ладья | b8 чёрная ладья · c8 чёрный король · f8 чёрный ферзь · e7 чёрная пешка · h7 чёрный конь · c6 чёрная пешка · h6 чёрный слон · a5 чёрная пешка · c5 белый конь · g5 чёрный конь · f4 белый конь · g4 белая пешка · f3 чёрная пешка · a2 чёрный слон · b2 чёрная ладья · h2 белая пешка · e1 белый король · h1 белая ладья | b8 чёрная ладья · c8 чёрный король · f8 чёрный ферзь · e7 чёрная пешка · h7 чёрный конь · c6 чёрная пешка · h6 чёрный слон · a5 чёрная пешка · c5 белый конь · g5 чёрный конь · f4 белый конь · g4 белая пешка · f3 чёрная пешка · a2 чёрный слон · b2 чёрная ладья · h2 белая пешка · e1 белый король · h1 белая ладья | 2 |
| 1 | b8 чёрная ладья · c8 чёрный король · f8 чёрный ферзь · e7 чёрная пешка · h7 чёрный конь · c6 чёрная пешка · h6 чёрный слон · a5 чёрная пешка · c5 белый конь · g5 чёрный конь · f4 белый конь · g4 белая пешка · f3 чёрная пешка · a2 чёрный слон · b2 чёрная ладья · h2 белая пешка · e1 белый король · h1 белая ладья | b8 чёрная ладья · c8 чёрный король · f8 чёрный ферзь · e7 чёрная пешка · h7 чёрный конь · c6 чёрная пешка · h6 чёрный слон · a5 чёрная пешка · c5 белый конь · g5 чёрный конь · f4 белый конь · g4 белая пешка · f3 чёрная пешка · a2 чёрный слон · b2 чёрная ладья · h2 белая пешка · e1 белый король · h1 белая ладья | b8 чёрная ладья · c8 чёрный король · f8 чёрный ферзь · e7 чёрная пешка · h7 чёрный конь · c6 чёрная пешка · h6 чёрный слон · a5 чёрная пешка · c5 белый конь · g5 чёрный конь · f4 белый конь · g4 белая пешка · f3 чёрная пешка · a2 чёрный слон · b2 чёрная ладья · h2 белая пешка · e1 белый король · h1 белая ладья | b8 чёрная ладья · c8 чёрный король · f8 чёрный ферзь · e7 чёрная пешка · h7 чёрный конь · c6 чёрная пешка · h6 чёрный слон · a5 чёрная пешка · c5 белый конь · g5 чёрный конь · f4 белый конь · g4 белая пешка · f3 чёрная пешка · a2 чёрный слон · b2 чёрная ладья · h2 белая пешка · e1 белый король · h1 белая ладья | b8 чёрная ладья · c8 чёрный король · f8 чёрный ферзь · e7 чёрная пешка · h7 чёрный конь · c6 чёрная пешка · h6 чёрный слон · a5 чёрная пешка · c5 белый конь · g5 чёрный конь · f4 белый конь · g4 белая пешка · f3 чёрная пешка · a2 чёрный слон · b2 чёрная ладья · h2 белая пешка · e1 белый король · h1 белая ладья | b8 чёрная ладья · c8 чёрный король · f8 чёрный ферзь · e7 чёрная пешка · h7 чёрный конь · c6 чёрная пешка · h6 чёрный слон · a5 чёрная пешка · c5 белый конь · g5 чёрный конь · f4 белый конь · g4 белая пешка · f3 чёрная пешка · a2 чёрный слон · b2 чёрная ладья · h2 белая пешка · e1 белый король · h1 белая ладья | b8 чёрная ладья · c8 чёрный король · f8 чёрный ферзь · e7 чёрная пешка · h7 чёрный конь · c6 чёрная пешка · h6 чёрный слон · a5 чёрная пешка · c5 белый конь · g5 чёрный конь · f4 белый конь · g4 белая пешка · f3 чёрная пешка · a2 чёрный слон · b2 чёрная ладья · h2 белая пешка · e1 белый король · h1 белая ладья | b8 чёрная ладья · c8 чёрный король · f8 чёрный ферзь · e7 чёрная пешка · h7 чёрный конь · c6 чёрная пешка · h6 чёрный слон · a5 чёрная пешка · c5 белый конь · g5 чёрный конь · f4 белый конь · g4 белая пешка · f3 чёрная пешка · a2 чёрный слон · b2 чёрная ладья · h2 белая пешка · e1 белый король · h1 белая ладья | 1 |
|   | a | b | c | d | e | f | g | h |   |

	
1. … Л:h2 2. Крf1! (tempo) Лd2 3. Л:h6 Лd8 4. Л:c6#

## Задачи
|   | a | b | c | d | e | f | g | h |   |
| - | --- | --- | --- | --- | --- | --- | --- | --- | - |
| 8 | a8 чёрный конь · c7 чёрный король · e7 чёрный слон · b6 чёрная пешка · d6 белый конь · e6 чёрная пешка · b5 белая пешка · c5 чёрная пешка · f5 чёрная ладья · g5 чёрный ферзь · a4 чёрная пешка · c4 чёрный слон · f4 белый слон · d3 белая ладья · h3 белая пешка · f1 белый король | a8 чёрный конь · c7 чёрный король · e7 чёрный слон · b6 чёрная пешка · d6 белый конь · e6 чёрная пешка · b5 белая пешка · c5 чёрная пешка · f5 чёрная ладья · g5 чёрный ферзь · a4 чёрная пешка · c4 чёрный слон · f4 белый слон · d3 белая ладья · h3 белая пешка · f1 белый король | a8 чёрный конь · c7 чёрный король · e7 чёрный слон · b6 чёрная пешка · d6 белый конь · e6 чёрная пешка · b5 белая пешка · c5 чёрная пешка · f5 чёрная ладья · g5 чёрный ферзь · a4 чёрная пешка · c4 чёрный слон · f4 белый слон · d3 белая ладья · h3 белая пешка · f1 белый король | a8 чёрный конь · c7 чёрный король · e7 чёрный слон · b6 чёрная пешка · d6 белый конь · e6 чёрная пешка · b5 белая пешка · c5 чёрная пешка · f5 чёрная ладья · g5 чёрный ферзь · a4 чёрная пешка · c4 чёрный слон · f4 белый слон · d3 белая ладья · h3 белая пешка · f1 белый король | a8 чёрный конь · c7 чёрный король · e7 чёрный слон · b6 чёрная пешка · d6 белый конь · e6 чёрная пешка · b5 белая пешка · c5 чёрная пешка · f5 чёрная ладья · g5 чёрный ферзь · a4 чёрная пешка · c4 чёрный слон · f4 белый слон · d3 белая ладья · h3 белая пешка · f1 белый король | a8 чёрный конь · c7 чёрный король · e7 чёрный слон · b6 чёрная пешка · d6 белый конь · e6 чёрная пешка · b5 белая пешка · c5 чёрная пешка · f5 чёрная ладья · g5 чёрный ферзь · a4 чёрная пешка · c4 чёрный слон · f4 белый слон · d3 белая ладья · h3 белая пешка · f1 белый король | a8 чёрный конь · c7 чёрный король · e7 чёрный слон · b6 чёрная пешка · d6 белый конь · e6 чёрная пешка · b5 белая пешка · c5 чёрная пешка · f5 чёрная ладья · g5 чёрный ферзь · a4 чёрная пешка · c4 чёрный слон · f4 белый слон · d3 белая ладья · h3 белая пешка · f1 белый король | a8 чёрный конь · c7 чёрный король · e7 чёрный слон · b6 чёрная пешка · d6 белый конь · e6 чёрная пешка · b5 белая пешка · c5 чёрная пешка · f5 чёрная ладья · g5 чёрный ферзь · a4 чёрная пешка · c4 чёрный слон · f4 белый слон · d3 белая ладья · h3 белая пешка · f1 белый король | 8 |
| 7 | a8 чёрный конь · c7 чёрный король · e7 чёрный слон · b6 чёрная пешка · d6 белый конь · e6 чёрная пешка · b5 белая пешка · c5 чёрная пешка · f5 чёрная ладья · g5 чёрный ферзь · a4 чёрная пешка · c4 чёрный слон · f4 белый слон · d3 белая ладья · h3 белая пешка · f1 белый король | a8 чёрный конь · c7 чёрный король · e7 чёрный слон · b6 чёрная пешка · d6 белый конь · e6 чёрная пешка · b5 белая пешка · c5 чёрная пешка · f5 чёрная ладья · g5 чёрный ферзь · a4 чёрная пешка · c4 чёрный слон · f4 белый слон · d3 белая ладья · h3 белая пешка · f1 белый король | a8 чёрный конь · c7 чёрный король · e7 чёрный слон · b6 чёрная пешка · d6 белый конь · e6 чёрная пешка · b5 белая пешка · c5 чёрная пешка · f5 чёрная ладья · g5 чёрный ферзь · a4 чёрная пешка · c4 чёрный слон · f4 белый слон · d3 белая ладья · h3 белая пешка · f1 белый король | a8 чёрный конь · c7 чёрный король · e7 чёрный слон · b6 чёрная пешка · d6 белый конь · e6 чёрная пешка · b5 белая пешка · c5 чёрная пешка · f5 чёрная ладья · g5 чёрный ферзь · a4 чёрная пешка · c4 чёрный слон · f4 белый слон · d3 белая ладья · h3 белая пешка · f1 белый король | a8 чёрный конь · c7 чёрный король · e7 чёрный слон · b6 чёрная пешка · d6 белый конь · e6 чёрная пешка · b5 белая пешка · c5 чёрная пешка · f5 чёрная ладья · g5 чёрный ферзь · a4 чёрная пешка · c4 чёрный слон · f4 белый слон · d3 белая ладья · h3 белая пешка · f1 белый король | a8 чёрный конь · c7 чёрный король · e7 чёрный слон · b6 чёрная пешка · d6 белый конь · e6 чёрная пешка · b5 белая пешка · c5 чёрная пешка · f5 чёрная ладья · g5 чёрный ферзь · a4 чёрная пешка · c4 чёрный слон · f4 белый слон · d3 белая ладья · h3 белая пешка · f1 белый король | a8 чёрный конь · c7 чёрный король · e7 чёрный слон · b6 чёрная пешка · d6 белый конь · e6 чёрная пешка · b5 белая пешка · c5 чёрная пешка · f5 чёрная ладья · g5 чёрный ферзь · a4 чёрная пешка · c4 чёрный слон · f4 белый слон · d3 белая ладья · h3 белая пешка · f1 белый король | a8 чёрный конь · c7 чёрный король · e7 чёрный слон · b6 чёрная пешка · d6 белый конь · e6 чёрная пешка · b5 белая пешка · c5 чёрная пешка · f5 чёрная ладья · g5 чёрный ферзь · a4 чёрная пешка · c4 чёрный слон · f4 белый слон · d3 белая ладья · h3 белая пешка · f1 белый король | 7 |
| 6 | a8 чёрный конь · c7 чёрный король · e7 чёрный слон · b6 чёрная пешка · d6 белый конь · e6 чёрная пешка · b5 белая пешка · c5 чёрная пешка · f5 чёрная ладья · g5 чёрный ферзь · a4 чёрная пешка · c4 чёрный слон · f4 белый слон · d3 белая ладья · h3 белая пешка · f1 белый король | a8 чёрный конь · c7 чёрный король · e7 чёрный слон · b6 чёрная пешка · d6 белый конь · e6 чёрная пешка · b5 белая пешка · c5 чёрная пешка · f5 чёрная ладья · g5 чёрный ферзь · a4 чёрная пешка · c4 чёрный слон · f4 белый слон · d3 белая ладья · h3 белая пешка · f1 белый король | a8 чёрный конь · c7 чёрный король · e7 чёрный слон · b6 чёрная пешка · d6 белый конь · e6 чёрная пешка · b5 белая пешка · c5 чёрная пешка · f5 чёрная ладья · g5 чёрный ферзь · a4 чёрная пешка · c4 чёрный слон · f4 белый слон · d3 белая ладья · h3 белая пешка · f1 белый король | a8 чёрный конь · c7 чёрный король · e7 чёрный слон · b6 чёрная пешка · d6 белый конь · e6 чёрная пешка · b5 белая пешка · c5 чёрная пешка · f5 чёрная ладья · g5 чёрный ферзь · a4 чёрная пешка · c4 чёрный слон · f4 белый слон · d3 белая ладья · h3 белая пешка · f1 белый король | a8 чёрный конь · c7 чёрный король · e7 чёрный слон · b6 чёрная пешка · d6 белый конь · e6 чёрная пешка · b5 белая пешка · c5 чёрная пешка · f5 чёрная ладья · g5 чёрный ферзь · a4 чёрная пешка · c4 чёрный слон · f4 белый слон · d3 белая ладья · h3 белая пешка · f1 белый король | a8 чёрный конь · c7 чёрный король · e7 чёрный слон · b6 чёрная пешка · d6 белый конь · e6 чёрная пешка · b5 белая пешка · c5 чёрная пешка · f5 чёрная ладья · g5 чёрный ферзь · a4 чёрная пешка · c4 чёрный слон · f4 белый слон · d3 белая ладья · h3 белая пешка · f1 белый король | a8 чёрный конь · c7 чёрный король · e7 чёрный слон · b6 чёрная пешка · d6 белый конь · e6 чёрная пешка · b5 белая пешка · c5 чёрная пешка · f5 чёрная ладья · g5 чёрный ферзь · a4 чёрная пешка · c4 чёрный слон · f4 белый слон · d3 белая ладья · h3 белая пешка · f1 белый король | a8 чёрный конь · c7 чёрный король · e7 чёрный слон · b6 чёрная пешка · d6 белый конь · e6 чёрная пешка · b5 белая пешка · c5 чёрная пешка · f5 чёрная ладья · g5 чёрный ферзь · a4 чёрная пешка · c4 чёрный слон · f4 белый слон · d3 белая ладья · h3 белая пешка · f1 белый король | 6 |
| 5 | a8 чёрный конь · c7 чёрный король · e7 чёрный слон · b6 чёрная пешка · d6 белый конь · e6 чёрная пешка · b5 белая пешка · c5 чёрная пешка · f5 чёрная ладья · g5 чёрный ферзь · a4 чёрная пешка · c4 чёрный слон · f4 белый слон · d3 белая ладья · h3 белая пешка · f1 белый король | a8 чёрный конь · c7 чёрный король · e7 чёрный слон · b6 чёрная пешка · d6 белый конь · e6 чёрная пешка · b5 белая пешка · c5 чёрная пешка · f5 чёрная ладья · g5 чёрный ферзь · a4 чёрная пешка · c4 чёрный слон · f4 белый слон · d3 белая ладья · h3 белая пешка · f1 белый король | a8 чёрный конь · c7 чёрный король · e7 чёрный слон · b6 чёрная пешка · d6 белый конь · e6 чёрная пешка · b5 белая пешка · c5 чёрная пешка · f5 чёрная ладья · g5 чёрный ферзь · a4 чёрная пешка · c4 чёрный слон · f4 белый слон · d3 белая ладья · h3 белая пешка · f1 белый король | a8 чёрный конь · c7 чёрный король · e7 чёрный слон · b6 чёрная пешка · d6 белый конь · e6 чёрная пешка · b5 белая пешка · c5 чёрная пешка · f5 чёрная ладья · g5 чёрный ферзь · a4 чёрная пешка · c4 чёрный слон · f4 белый слон · d3 белая ладья · h3 белая пешка · f1 белый король | a8 чёрный конь · c7 чёрный король · e7 чёрный слон · b6 чёрная пешка · d6 белый конь · e6 чёрная пешка · b5 белая пешка · c5 чёрная пешка · f5 чёрная ладья · g5 чёрный ферзь · a4 чёрная пешка · c4 чёрный слон · f4 белый слон · d3 белая ладья · h3 белая пешка · f1 белый король | a8 чёрный конь · c7 чёрный король · e7 чёрный слон · b6 чёрная пешка · d6 белый конь · e6 чёрная пешка · b5 белая пешка · c5 чёрная пешка · f5 чёрная ладья · g5 чёрный ферзь · a4 чёрная пешка · c4 чёрный слон · f4 белый слон · d3 белая ладья · h3 белая пешка · f1 белый король | a8 чёрный конь · c7 чёрный король · e7 чёрный слон · b6 чёрная пешка · d6 белый конь · e6 чёрная пешка · b5 белая пешка · c5 чёрная пешка · f5 чёрная ладья · g5 чёрный ферзь · a4 чёрная пешка · c4 чёрный слон · f4 белый слон · d3 белая ладья · h3 белая пешка · f1 белый король | a8 чёрный конь · c7 чёрный король · e7 чёрный слон · b6 чёрная пешка · d6 белый конь · e6 чёрная пешка · b5 белая пешка · c5 чёрная пешка · f5 чёрная ладья · g5 чёрный ферзь · a4 чёрная пешка · c4 чёрный слон · f4 белый слон · d3 белая ладья · h3 белая пешка · f1 белый король | 5 |
| 4 | a8 чёрный конь · c7 чёрный король · e7 чёрный слон · b6 чёрная пешка · d6 белый конь · e6 чёрная пешка · b5 белая пешка · c5 чёрная пешка · f5 чёрная ладья · g5 чёрный ферзь · a4 чёрная пешка · c4 чёрный слон · f4 белый слон · d3 белая ладья · h3 белая пешка · f1 белый король | a8 чёрный конь · c7 чёрный король · e7 чёрный слон · b6 чёрная пешка · d6 белый конь · e6 чёрная пешка · b5 белая пешка · c5 чёрная пешка · f5 чёрная ладья · g5 чёрный ферзь · a4 чёрная пешка · c4 чёрный слон · f4 белый слон · d3 белая ладья · h3 белая пешка · f1 белый король | a8 чёрный конь · c7 чёрный король · e7 чёрный слон · b6 чёрная пешка · d6 белый конь · e6 чёрная пешка · b5 белая пешка · c5 чёрная пешка · f5 чёрная ладья · g5 чёрный ферзь · a4 чёрная пешка · c4 чёрный слон · f4 белый слон · d3 белая ладья · h3 белая пешка · f1 белый король | a8 чёрный конь · c7 чёрный король · e7 чёрный слон · b6 чёрная пешка · d6 белый конь · e6 чёрная пешка · b5 белая пешка · c5 чёрная пешка · f5 чёрная ладья · g5 чёрный ферзь · a4 чёрная пешка · c4 чёрный слон · f4 белый слон · d3 белая ладья · h3 белая пешка · f1 белый король | a8 чёрный конь · c7 чёрный король · e7 чёрный слон · b6 чёрная пешка · d6 белый конь · e6 чёрная пешка · b5 белая пешка · c5 чёрная пешка · f5 чёрная ладья · g5 чёрный ферзь · a4 чёрная пешка · c4 чёрный слон · f4 белый слон · d3 белая ладья · h3 белая пешка · f1 белый король | a8 чёрный конь · c7 чёрный король · e7 чёрный слон · b6 чёрная пешка · d6 белый конь · e6 чёрная пешка · b5 белая пешка · c5 чёрная пешка · f5 чёрная ладья · g5 чёрный ферзь · a4 чёрная пешка · c4 чёрный слон · f4 белый слон · d3 белая ладья · h3 белая пешка · f1 белый король | a8 чёрный конь · c7 чёрный король · e7 чёрный слон · b6 чёрная пешка · d6 белый конь · e6 чёрная пешка · b5 белая пешка · c5 чёрная пешка · f5 чёрная ладья · g5 чёрный ферзь · a4 чёрная пешка · c4 чёрный слон · f4 белый слон · d3 белая ладья · h3 белая пешка · f1 белый король | a8 чёрный конь · c7 чёрный король · e7 чёрный слон · b6 чёрная пешка · d6 белый конь · e6 чёрная пешка · b5 белая пешка · c5 чёрная пешка · f5 чёрная ладья · g5 чёрный ферзь · a4 чёрная пешка · c4 чёрный слон · f4 белый слон · d3 белая ладья · h3 белая пешка · f1 белый король | 4 |
| 3 | a8 чёрный конь · c7 чёрный король · e7 чёрный слон · b6 чёрная пешка · d6 белый конь · e6 чёрная пешка · b5 белая пешка · c5 чёрная пешка · f5 чёрная ладья · g5 чёрный ферзь · a4 чёрная пешка · c4 чёрный слон · f4 белый слон · d3 белая ладья · h3 белая пешка · f1 белый король | a8 чёрный конь · c7 чёрный король · e7 чёрный слон · b6 чёрная пешка · d6 белый конь · e6 чёрная пешка · b5 белая пешка · c5 чёрная пешка · f5 чёрная ладья · g5 чёрный ферзь · a4 чёрная пешка · c4 чёрный слон · f4 белый слон · d3 белая ладья · h3 белая пешка · f1 белый король | a8 чёрный конь · c7 чёрный король · e7 чёрный слон · b6 чёрная пешка · d6 белый конь · e6 чёрная пешка · b5 белая пешка · c5 чёрная пешка · f5 чёрная ладья · g5 чёрный ферзь · a4 чёрная пешка · c4 чёрный слон · f4 белый слон · d3 белая ладья · h3 белая пешка · f1 белый король | a8 чёрный конь · c7 чёрный король · e7 чёрный слон · b6 чёрная пешка · d6 белый конь · e6 чёрная пешка · b5 белая пешка · c5 чёрная пешка · f5 чёрная ладья · g5 чёрный ферзь · a4 чёрная пешка · c4 чёрный слон · f4 белый слон · d3 белая ладья · h3 белая пешка · f1 белый король | a8 чёрный конь · c7 чёрный король · e7 чёрный слон · b6 чёрная пешка · d6 белый конь · e6 чёрная пешка · b5 белая пешка · c5 чёрная пешка · f5 чёрная ладья · g5 чёрный ферзь · a4 чёрная пешка · c4 чёрный слон · f4 белый слон · d3 белая ладья · h3 белая пешка · f1 белый король | a8 чёрный конь · c7 чёрный король · e7 чёрный слон · b6 чёрная пешка · d6 белый конь · e6 чёрная пешка · b5 белая пешка · c5 чёрная пешка · f5 чёрная ладья · g5 чёрный ферзь · a4 чёрная пешка · c4 чёрный слон · f4 белый слон · d3 белая ладья · h3 белая пешка · f1 белый король | a8 чёрный конь · c7 чёрный король · e7 чёрный слон · b6 чёрная пешка · d6 белый конь · e6 чёрная пешка · b5 белая пешка · c5 чёрная пешка · f5 чёрная ладья · g5 чёрный ферзь · a4 чёрная пешка · c4 чёрный слон · f4 белый слон · d3 белая ладья · h3 белая пешка · f1 белый король | a8 чёрный конь · c7 чёрный король · e7 чёрный слон · b6 чёрная пешка · d6 белый конь · e6 чёрная пешка · b5 белая пешка · c5 чёрная пешка · f5 чёрная ладья · g5 чёрный ферзь · a4 чёрная пешка · c4 чёрный слон · f4 белый слон · d3 белая ладья · h3 белая пешка · f1 белый король | 3 |
| 2 | a8 чёрный конь · c7 чёрный король · e7 чёрный слон · b6 чёрная пешка · d6 белый конь · e6 чёрная пешка · b5 белая пешка · c5 чёрная пешка · f5 чёрная ладья · g5 чёрный ферзь · a4 чёрная пешка · c4 чёрный слон · f4 белый слон · d3 белая ладья · h3 белая пешка · f1 белый король | a8 чёрный конь · c7 чёрный король · e7 чёрный слон · b6 чёрная пешка · d6 белый конь · e6 чёрная пешка · b5 белая пешка · c5 чёрная пешка · f5 чёрная ладья · g5 чёрный ферзь · a4 чёрная пешка · c4 чёрный слон · f4 белый слон · d3 белая ладья · h3 белая пешка · f1 белый король | a8 чёрный конь · c7 чёрный король · e7 чёрный слон · b6 чёрная пешка · d6 белый конь · e6 чёрная пешка · b5 белая пешка · c5 чёрная пешка · f5 чёрная ладья · g5 чёрный ферзь · a4 чёрная пешка · c4 чёрный слон · f4 белый слон · d3 белая ладья · h3 белая пешка · f1 белый король | a8 чёрный конь · c7 чёрный король · e7 чёрный слон · b6 чёрная пешка · d6 белый конь · e6 чёрная пешка · b5 белая пешка · c5 чёрная пешка · f5 чёрная ладья · g5 чёрный ферзь · a4 чёрная пешка · c4 чёрный слон · f4 белый слон · d3 белая ладья · h3 белая пешка · f1 белый король | a8 чёрный конь · c7 чёрный король · e7 чёрный слон · b6 чёрная пешка · d6 белый конь · e6 чёрная пешка · b5 белая пешка · c5 чёрная пешка · f5 чёрная ладья · g5 чёрный ферзь · a4 чёрная пешка · c4 чёрный слон · f4 белый слон · d3 белая ладья · h3 белая пешка · f1 белый король | a8 чёрный конь · c7 чёрный король · e7 чёрный слон · b6 чёрная пешка · d6 белый конь · e6 чёрная пешка · b5 белая пешка · c5 чёрная пешка · f5 чёрная ладья · g5 чёрный ферзь · a4 чёрная пешка · c4 чёрный слон · f4 белый слон · d3 белая ладья · h3 белая пешка · f1 белый король | a8 чёрный конь · c7 чёрный король · e7 чёрный слон · b6 чёрная пешка · d6 белый конь · e6 чёрная пешка · b5 белая пешка · c5 чёрная пешка · f5 чёрная ладья · g5 чёрный ферзь · a4 чёрная пешка · c4 чёрный слон · f4 белый слон · d3 белая ладья · h3 белая пешка · f1 белый король | a8 чёрный конь · c7 чёрный король · e7 чёрный слон · b6 чёрная пешка · d6 белый конь · e6 чёрная пешка · b5 белая пешка · c5 чёрная пешка · f5 чёрная ладья · g5 чёрный ферзь · a4 чёрная пешка · c4 чёрный слон · f4 белый слон · d3 белая ладья · h3 белая пешка · f1 белый король | 2 |
| 1 | a8 чёрный конь · c7 чёрный король · e7 чёрный слон · b6 чёрная пешка · d6 белый конь · e6 чёрная пешка · b5 белая пешка · c5 чёрная пешка · f5 чёрная ладья · g5 чёрный ферзь · a4 чёрная пешка · c4 чёрный слон · f4 белый слон · d3 белая ладья · h3 белая пешка · f1 белый король | a8 чёрный конь · c7 чёрный король · e7 чёрный слон · b6 чёрная пешка · d6 белый конь · e6 чёрная пешка · b5 белая пешка · c5 чёрная пешка · f5 чёрная ладья · g5 чёрный ферзь · a4 чёрная пешка · c4 чёрный слон · f4 белый слон · d3 белая ладья · h3 белая пешка · f1 белый король | a8 чёрный конь · c7 чёрный король · e7 чёрный слон · b6 чёрная пешка · d6 белый конь · e6 чёрная пешка · b5 белая пешка · c5 чёрная пешка · f5 чёрная ладья · g5 чёрный ферзь · a4 чёрная пешка · c4 чёрный слон · f4 белый слон · d3 белая ладья · h3 белая пешка · f1 белый король | a8 чёрный конь · c7 чёрный король · e7 чёрный слон · b6 чёрная пешка · d6 белый конь · e6 чёрная пешка · b5 белая пешка · c5 чёрная пешка · f5 чёрная ладья · g5 чёрный ферзь · a4 чёрная пешка · c4 чёрный слон · f4 белый слон · d3 белая ладья · h3 белая пешка · f1 белый король | a8 чёрный конь · c7 чёрный король · e7 чёрный слон · b6 чёрная пешка · d6 белый конь · e6 чёрная пешка · b5 белая пешка · c5 чёрная пешка · f5 чёрная ладья · g5 чёрный ферзь · a4 чёрная пешка · c4 чёрный слон · f4 белый слон · d3 белая ладья · h3 белая пешка · f1 белый король | a8 чёрный конь · c7 чёрный король · e7 чёрный слон · b6 чёрная пешка · d6 белый конь · e6 чёрная пешка · b5 белая пешка · c5 чёрная пешка · f5 чёрная ладья · g5 чёрный ферзь · a4 чёрная пешка · c4 чёрный слон · f4 белый слон · d3 белая ладья · h3 белая пешка · f1 белый король | a8 чёрный конь · c7 чёрный король · e7 чёрный слон · b6 чёрная пешка · d6 белый конь · e6 чёрная пешка · b5 белая пешка · c5 чёрная пешка · f5 чёрная ладья · g5 чёрный ферзь · a4 чёрная пешка · c4 чёрный слон · f4 белый слон · d3 белая ладья · h3 белая пешка · f1 белый король | a8 чёрный конь · c7 чёрный король · e7 чёрный слон · b6 чёрная пешка · d6 белый конь · e6 чёрная пешка · b5 белая пешка · c5 чёрная пешка · f5 чёрная ладья · g5 чёрный ферзь · a4 чёрная пешка · c4 чёрный слон · f4 белый слон · d3 белая ладья · h3 белая пешка · f1 белый король | 1 |
|   | a | b | c | d | e | f | g | h |   |

Два решения, аналогичные по стратегическому содержанию: 

1.Cd5 Лd1 2.Cf3 Cd2 3.Кр:d6 Cf4X и 
 1.Ле5 Ch2 2.Ле2 Лg3 3.Kp:d6 Лd3X